# Ao Vivo (álbum de Danni Carlos)
Ao Vivo é o primeiro álbum ao vivo e o primeiro DVD da cantora cover brasileira Danni Carlos. Foi gravado em 21 de maio de 2005 no Via Funchal, em São Paulo, e lançado em 3 de dezembro do mesmo ano pela gravadora Sony BMG.
Além de interpretar covers de sucessos internacionais, Danni Carlos gravou neste show uma canção inédita em português de sua autoria, intitulada "Boca", que mais tarde seria regravada em seu sexto álbum de estúdio, Livre (2014).
A versão em CD traz 15 faixas, enquanto o DVD traz o show completo com mais 5 faixas tocadas no show, além do making of com imagens de bastidores e um conteúdo exclusivo chamado de "Bloopers", que traz alguns erros de gravação do show.

## Lista de faixas
| CD  |                                              |                          |         |  |
| N.º | Título                                       | Artista original         | Duração |  |
| 1.  | "Losing My Religion"                         | R.E.M.                   | 4:14    |  |
| 2.  | "You Make Loving Fun"                        | Fleetwood Mac            | 3:08    |  |
| 3.  | "I Still Haven't Found What I'm Looking For" | U2                       | 4:44    |  |
| 4.  | "Falling in Love Again"                      | Eagle-Eye Cherry         | 3:01    |  |
| 5.  | "Boca"                                       |                          | 3:49    |  |
| 6.  | "In Between Days"                            | The Cure                 | 2:29    |  |
| 7.  | "Stayin' Alive"                              | Bee Gees                 | 3:33    |  |
| 8.  | "Fever"                                      | Little Willie John       | 3:47    |  |
| 9.  | "What's Up?"                                 | 4 Non Blondes            | 3:34    |  |
| 10. | "Kiss Me"                                    | Sixpence None the Richer | 3:27    |  |
| 11. | "Wonderwall"                                 | Oasis                    | 4:02    |  |
| 12. | "You Oughta Know"                            | Alanis Morisette         | 3:33    |  |
| 13. | "Sweet Child o' Mine"                        | Guns N' Roses            | 4:31    |  |
| 14. | "Purple Rain"                                | Prince                   | 5:44    |  |
| 15. | "Freedom! '90"                               | George Michael           | 5:33    |  |

| Faixas bônus do DVD |                |                         |         |  |
| N.º                 | Título         | Artista original        | Duração |  |
| 1.                  | "Missing"      | Everything but the Girl |         |  |
| 5.                  | "Fire"         | Bruce Springsteen       |         |  |
| 7.                  | "(I) Get Lost" | Eric Clapton            |         |  |
| 13.                 | "The Reason"   | Hoobastank              |         |  |
| 17.                 | "Kiss"         | Prince                  |         |  |

## Músicos
- Danni Carlos: vocal, guitarra e harmônica
- Rogério "Percy" Lucas: violão
- Gargamel: violão
- André Valle: violão
- Johnny Barreto: baixo
- Marcelinho da Costa: bateria e percussão